# 85267 Taj Mahal
85267 Taj Mahal è un asteroide della fascia principale. Scoperto nel 1994, presenta un'orbita caratterizzata da un semiasse maggiore pari a 2,5618131 UA e da un'eccentricità di 0,0603031, inclinata di 21,87731° rispetto all'eclittica.
L'asteroide è dedicato all'omonimo mausoleo indiano.